# 郷ノ浦中継局
郷ノ浦中継局（ごうのうらちゅうけいきょく）は、長崎県壱岐市に置かれているテレビ放送とFMラジオ放送の中継局である。

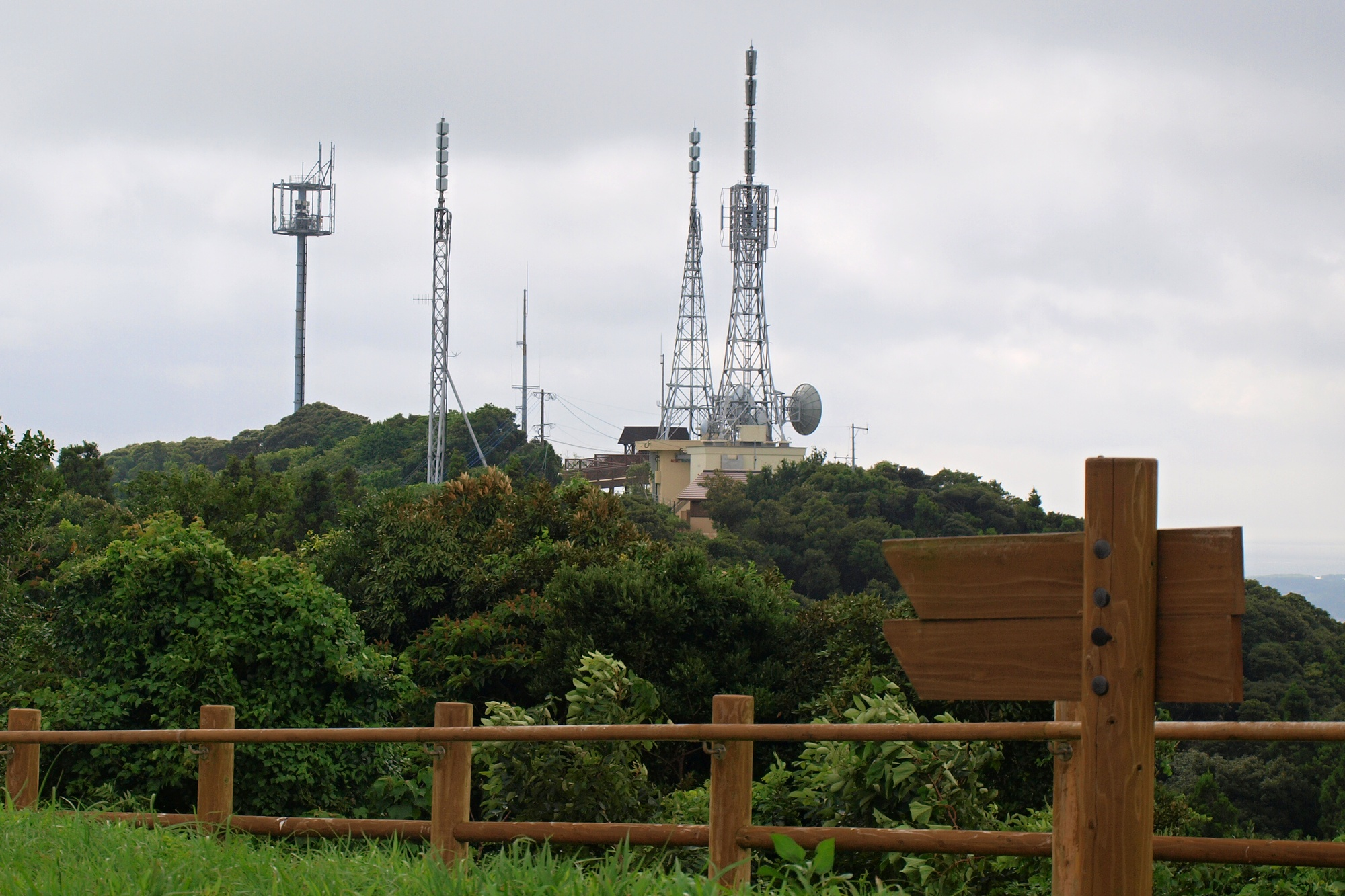
岳之辻山頂にある郷ノ浦中継局

## 中継局概要

### デジタルテレビ放送
| リモコン 番号 | 放送局名           | チャンネル 番号 | 空中線 電力 | ERP  | 偏波面   | 放送対象地域 | 放送区域 内世帯数 | 運用開始日     |
| ------------- | ------------------ | --------------- | ----------- | ---- | -------- | ------------ | ----------------- | -------------- |
| 1             | NHK 長崎総合       | 36              | 30W         | 190W | 水平偏波 | 長崎県       | 7,466世帯         | 2008年 12月1日 |
| 2             | NHK 長崎教育       | 49              | 30W         | 185W | 水平偏波 | 全国         | 7,466世帯         | 2008年 12月1日 |
| 3             | NBC 長崎放送       | 61 → 41         | 30W         | 280W | 水平偏波 | 長崎県       | 7,466世帯         | 2009年 4月1日  |
| 4             | NIB 長崎国際テレビ | 45              | 30W         | 280W | 水平偏波 | 長崎県       | 7,466世帯         | 2009年 4月1日  |
| 5             | NCC 長崎文化放送   | 38              | 30W         | 280W | 水平偏波 | 長崎県       | 7,466世帯         | 2009年 4月1日  |
| 8             | KTN テレビ長崎     | 20              | 30W         | 280W | 水平偏波 | 長崎県       | 7,466世帯         | 2009年 4月1日  |

- 所在地： 壱岐市（岳ノ辻）[5][6][7][8]
- 放送区域： 壱岐市の一部[5][6][7][8]
- NHKは、2008年10月21日に予備免許が交付され[9]、11月17日に試験放送を開始。11月27日に本免許が交付され、11月1日に本放送を開始した[1]。民放局は、2009年2月26日に予備免許が交付され[10]、3月1日に試験放送を開始。3月26日に本免許が交付され、4月1日に本放送を開始した[1]。

### アナログテレビ放送
| チャンネル 番号 | 放送局名           | 空中線 電力       | ERP                  | 偏波面   | 放送対象地域 | 放送区域 内世帯数 | 運用開始日      |
| --------------- | ------------------ | ----------------- | -------------------- | -------- | ------------ | ----------------- | --------------- |
| 21              | NIB 長崎国際テレビ | 映像300W/ 音声75W | 映像2.3kW/ 音声580W  | 水平偏波 | 長崎県       | -                 | 1990年 12月20日 |
| 41              | NCC 長崎文化放送   | 映像300W/ 音声75W | 映像1.75kW/ 音声440W | 水平偏波 | 長崎県       | -                 | 1990年 3月22日  |
| 43              | KTN テレビ長崎     | 映像300W/ 音声75W | 映像2.3kW/ 音声580W  | 水平偏波 | 長崎県       | -                 | 1977年 5月26日  |
| 56              | NHK 長崎教育       | 映像300W/ 音声75W | 映像2.1kW/ 音声530W  | 水平偏波 | 全国         | -                 | 1964年 6月1日   |
| 59              | NHK 長崎総合       | 映像300W/ 音声75W | 映像2.1kW/ 音声530W  | 水平偏波 | 長崎県       | -                 | 1964年 6月1日   |
| 62              | NBC 長崎放送       | 映像300W/ 音声75W | 映像1.75kW/ 音声440W | 水平偏波 | 長崎県       | -                 | 1964年 6月1日   |

- 所在地： デジタルテレビ放送に同じ
- NCCの施設はNBCに、NIBはKTNに同居していた。
- 2011年7月24日をもってすべて廃止された。
- NBCでは初のUHFテレビ中継局である[14]。

### FMラジオ放送
| 周波数  | 放送局名            | 呼出符号   | 空中線 電力 | ERP   | 偏波面   | 放送対象地域 | 放送区域 内世帯数 | 運用開始日                     |
| ------- | ------------------- | ---------- | ----------- | ----- | -------- | ------------ | ----------------- | ------------------------------ |
| 76.5MHz | 壱岐FM 島ラジオ壱岐 | JOZZ0BR-FM | 20W         | 18.5W | 水平偏波 | 壱岐市       | -                 | 2011年5月10日                  |
| 83.3MHz | NHK 長崎FM放送      | -          | 100W        | 220W  | 水平偏波 | 長崎県       | -                 | 1969年3月1日 （1967年1月20日） |

- 所在地： デジタルテレビ放送に同じ
- 壱岐エフエムは、2011年4月8日に予備免許交付[17]、4月27日に本免許が交付され、5月10日に本放送を開始した[15][18]。